# ロバート・ケーガン
ロバート・ケーガン（Robert Kagan、1958年9月26日 - ）は、アメリカ合衆国の歴史家、政治史家、政治評論家。ネオコンの代表的論者。ブルッキングス研究所上席フェロー、ジョージタウン大学招聘教授（専攻は歴史学）。専門分野はアメリカ近代政治史、特にアメリカの安全保障問題と外交政策に関する研究。
父はイェール大学名誉教授で古代ギリシア史研究者のドナルド・ケーガン。妻は外交官のビクトリア・ヌーランド。ヌーランドとの間に2子がいる。
2016年アメリカ合衆国大統領選挙で共和党の指名候補にドナルド・トランプが選出されたため共和党を離党し民主党候補のヒラリー・クリントンを支持した。

## 来歴
アテネ生まれ。イェール大学卒業後、ケネディスクールで修士号、アメリカン大学でPh.D.取得。
1983年にジャック・ケンプの外交政策顧問、1984年から1986年までアメリカ国務省政策局に勤務しジョージ・シュルツのスピーチライターを務め、1986年から1988年まで国務省米州局に勤務。1997年にアメリカ新世紀プロジェクトの共同発起人となる。
1997年から2010年までカーネギー国際平和財団上席研究員とジョージタウン大学招聘教授を務め、2010年からブルッキングス研究所上席研究員。2008年のアメリカ大統領選挙では共和党大統領候補であるジョン・マケインの外交政策顧問を務めたが、ケーガン自身は所謂リベラルホークを自任しており、民主党のヒラリー・クリントンやジョン・ケリーの外交顧問も務めた。

## 論調
2002年に『ポリシー・レビュー』誌に発表した論文「力と弱さ」の中で、冷戦後の世界において軍事力を重視するアメリカ人と、それをほとんど考慮しようとしないヨーロッパ人の世界観が「火星人と金星人」ほど異なってしまっていると論じ、もはやアメリカはヨーロッパに何事も期待していないと米欧関係の変化を結論したことで、政治的にも大きな議論を巻き起こし、ネオコンの論客として一躍脚光を浴びることとなった。

## 著書

### 単著
- A Twilight Struggle: American Power and Nicaragua, 1977-1990, (Free Press, 1996).
- Of Paradise and Power: America and Europe in the New World Order, (Knopf, 2003).

山岡洋一訳『ネオコンの論理――アメリカ新保守主義の世界戦略』（光文社, 2003年）
- Dangerous Nation, (Knopf, 2006).
- The Return of History and the End of Dreams, (Knopf, 2008).

和泉裕子訳『民主国家VS専制国家――激突の時代が始まる』（徳間書店、2009年）
- The World America Made, Alfred A. Knopf, 2012.

『アメリカが作り上げた"素晴らしき"今の世界』、古村治彦訳、ビジネス社、2012年

### 共編著
- Present Dangers: Crisis and Opportunity in American Foreign and Defense Policy, co-edited with William Kristol, (Encounter Books, 2000).